# Charles Phelps Taft

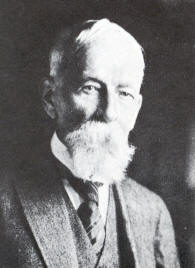
Charles Phelps Taft

Charles Phelps Taft (* 21. Dezember 1843 in Cincinnati, Ohio; † 31. Dezember 1929 ebenda) war ein US-amerikanischer Politiker der Republikanischen Partei. Von 1895 bis 1897 war er Mitglied des Repräsentantenhauses der Vereinigten Staaten für den 1. Kongressdistrikt des Bundesstaates Ohio.

## Biografie
Charles Phelps Taft wurde in Cincinnati als Sohn von Alphonso Taft geboren. Der spätere US-Präsident William Howard Taft war sein Halbbruder.
1864 schloss er an der Yale University ab, 1866 an der Columbia University. Er studierte an beiden Universitäten Jura. Einen weiteren Abschluss erhielt er 1867 von der Ruprecht-Karls-Universität Heidelberg. 1869 eröffnete er eine Rechtsanwaltskanzlei in Cincinnati. 1879 wurde er Redakteur beim Cincinnati Times-Star, der heutigen Cincinnati Post.
1895 wurde er für den 1. Distrikt von Ohio ins US-Repräsentantenhaus gewählt. Die Interessen des Distrikts vertrat er im House nur eine Wahlperiode, bereits 1897 schied er wieder aus dem Kongress aus.
Nach seinem Rückzug aus der Politik war er wieder im Mediengeschäft tätig. Von 1914 bis 1916 war er Inhaber des Baseball-Teams der Chicago Cubs.
Taft war von 1873 bis zu seinem Tod mit der Theaterbesitzerin Anna Sinton verheiratet. Mit ihr hatte er einen Sohn. Er starb 1929 in seiner Geburtsstadt und wurde auf dem Spring Grove Cemetery beigesetzt.
Die texanische Kleinstadt Taft wurde 1904 nach ihm benannt.